# Paranthrene insolitus hispanica
Paranthrene insolitus hispanica é uma subespécie de insetos lepidópteros, mais especificamente de traças, pertencente à família Sesiidae.
A autoridade científica da subespécie é Špatenka & Laštuvka, tendo sido descrita no ano de 1997.
Trata-se de uma subespécie presente no território português.